# Indukcyjne uczenie się
Indukcyjnym uczeniem się nazywamy odnajdywanie ogólnych zasad, regularności i struktur na podstawie szeregu zaobserwowanych przykładów. Można odnieść to pojęcie zarówno do uczenia się ludzi, jak i zwierząt oraz maszyn, w szczególności programów komputerowych.